# Hu Xiansu
Pour les articles homonymes, voir Hu.
Dans ce nom chinois, le nom de famille, Hu, précède le nom personnel.
Hu Xiansu, ou Hsen Hsu Hu, est un botaniste chinois, né le 24 mai 1894 à Nanchang et mort le 16 juillet 1968 à Pékin.

## Biographie
Diplômé de l'université de Berkeley en 1916, il retourne sept années en Chine enseigner à l'École normale supérieure de Nankin et y récolte aussi de nombreux échantillons, qu'il envoie à Charles Sprague Sargent. 
Il retourne en 1923 aux États-Unis à Harvard travailler avec John Jack à l'Arboretum Arnold et où il rencontre Woon Young Chun, mais, face aux réactions hostiles de l'administration d'Harvard envers les étudiants asiatiques, il retourne en Chine en 1925. Il a dédié à John Jack le genre Sinojackia de la famille des Styracacées.
À partir de 1958, tous ses écrits sont exclusivement rédigés en langue chinoise alors que ses publications antérieures l'étaient souvent en anglais.
Il est notamment l’auteur de :
- Avec Ren Chang Ching (1898-1986), Icones filicum sinicarum 1930 ;
- Avec Woon Young Chun (1890-1971), Icones plantarum sinicarum 1927-1937.

## Référence
- William j. Haas - Transplanting Botany to China: The Cross-Cultural Experience of Chen Huanyong -  Publication de l'arboretum Arnold, 1988, volume 48 n°2 - Article téléchargeable